# 武井亜樹
武井 亜樹（たけい あき、1997年 - ）は、日本のフリーランス宇宙関連事業者、タレント、ライター、元経済産業省職員。Amazon Prime Video制作の恋愛リアリティ番組『バチェロレッテ・ジャパン』シーズン3において、3代目バチェロレッテとして出演し広く知られるようになった。

## 略歴
群馬県出身。幼少期から星空に憧れ、宇宙分野に関心を持つ。群馬県立前橋女子高校時代にアメリカへ1年間語学留学し、帰国後東京大学理科一類に進学。工学部航空宇宙工学科を卒業後、2021年に経済産業省へ入省。同省では人材政策の部署で副業・兼業や女性活躍支援に携わるも、宇宙分野での自由な活動を志して2022年に退職。
以後は宇宙関連プロジェクト支援や子ども向け宇宙教育、宇宙×アートなどにフリーランスで従事。また、ミス・ユニバース・ジャパン2022のセミファイナリストでもある。

## バチェロレッテ出演
2024年5月、『バチェロレッテ・ジャパン』シーズン3の主役に抜擢。番組内で医師の坂口隆志とカップル成立したが、配信後の特別編「アフターファイナルローズ」にて破局を公表。

## その他の活動
2024年以降、ABEMA『Abema Prime』ゲストMCや新聞・Webメディアでの執筆・取材などに登場。2025年には自伝的著書『自分だけの輝く人生のつくり方』を出版予定。

## 人物
空手黒帯。趣味は天体観測で、座右の銘は「やりたいことは全部やる。人にどう言われるかを気にして機会を逃すのが一番もったいない」。

## 著書
- 『自分だけの輝く人生のつくり方』 学研プラス、2025年6月19日、ISBN 978-4054070295。